# Száraz Dénes
Száraz Dénes (Érsekújvár, 1979. március 11. –) magyar színész.

## Életpályája
Tizenhárom éves kora óta színész akart lenni. Gimnáziumi évei alatt rendszeresen indult prózamondó versenyen, ahol többször is eljutott a rimaszombati döntőig. Tizennyolc évesen átköltözött Budapestre, ahol leérettségizett, majd a Színház- és Filmművészeti Főiskolára felvételizett. 1997-ben a harmadik rostáig jutott, ám ekkor nem vették fel a rangos intézménybe, ezért beiratkozott a Nemzeti Akadémiára. Ezt mégsem végezte el, mert közben 1999-ben bejutott a Színművészetire, Máté Gábor és Horvai István osztályába. 2003-ban diplomázott, majd két évig szabadúszóként dolgozott, többek között a Thália Színházban, József Attila Színházban, megfordult a Vidám Színpadon (ma Centrál Színház), a debreceni Csokonai Nemzeti Színházban.
2005–2009 között a székesfehérvári Vörösmarty Színházban játszott. 2009–2012 között az Új Színház tagja volt.
Bár tekintélyes színházi múlttal büszkélkedhet, igazi ismertségre mégis a 2009-es Soproni-reklámmal tett szert.
Amatőr triatlonosként rendszeresen fut, 2010-ben két terep félmaratont is teljesített, valamint a budapesti nemzetközi félmaratont és a maratont is lefutotta.
2024 júliusától a Dagály fürdő úszómestereként is dolgozik.

### Családja
Egy gyermek apja.

## Színházi szerepei
| - Koronázási szertartásjáték - Könyves Kálmán....Álmos herceg - Koronázási szertartásjáték - II. (Vak) Béla....II. Béla király - Molnár Ferenc: A hattyú....Ági Miklós - Dylan Thomas: A mi erdőnk alján - Nyikolaj Vasziljevics Gogol: A revizor....Ivan Hlesztakov, pétervári tisztviselő - Beth Henley: A szív bűnei....Barnette Lloyd, Babe ügyvédje - Thomas Mann: A Varázshegy....Joachim Ziemßen - Szabó Magda: Abigél....Kalmár Péter - William Shakespeare: Ahogy tetszik....Silvius, I. Udvaronc - Volodimir Klimenko: Anna Karenina....Alekszej Vronszkij - Baróthy (Máthé Zsolt) - BelemenekülŐK - Georges Feydeau: Bolha a fülbe....Histangua - Carlo Goldoni: Chioggiai csetepaté....Isidoro - Vörösmarty Mihály: Csongor és Tünde....Csongor - John Steinbeck: Édentől keletre....Aron, Trask fia - Ivan Szergejevics Turgenyev: Egy hónap falun....Beljajev, Kolja tanítója - Esterházy Péter: Egy nő - „Éjféltájba mondta meg, hogy mi baja” - Alekszandr Nyikolajevics Osztrovszkij: Erdő....Pjotr - Beaumarchais: Figaro házassága....Cherubin - Egressy Zoltán: Három koporsó....Viktor - William Shakespeare: III. Richárd....Dorset márki - Járó Zsuzsa - Molnár Ferenc: Játék a kastélyban....Ádám - John Kander: Kabaré....Ernst Ludvig - Búss Gábor Olivér, Hársing Hilda, Rudolf Péter: Keleti Pu. | - Kísértet tangó....Halál, Edit kísérője - David Gieselmann: Kolpert úr....Ralf Droht - Kovács Patrícia - Carlo Goldoni: Leselkedők....Florindo, Rosaura jegyese - Moldova György: Malom a pokolban....Flandera - Heiner Müller: Medeamaterial trilógia....Jászón - Mészáros Máté - Migrénes csirke - Carlo Goldoni: Nyári kalandok (Trilogia della villeggiatura)....Guglielmo, Giacinta másik udvarlója - Rokokó háború....Katona - Mark Ravenhill: Shopping and fucking....Gary - Anton Pavlovics Csehov: Slussz....Egyik fiú - William Shakespeare: Sok hűhó semmiért....Claudio, firenzei nemes ifjú - Jerzy Andrzejewski: Sötétség borítja a földet....Fray Diego - Friedrich Schiller: Stuart Mária....Mortimer - Szan(d)tner Anna - William Shakespeare: Szentivánéji álom....Theseus - Nagy Ignác, Parti Nagy Lajos: Tisztújítás (A Local Election)....Schnaps, fogadós - Paulo Coelho: Tizenegy perc....Ralf, festő - Molière: Úrhatnám polgár....Covielle, Cléonte inasa - Páskándi Géza: Vendégség....Blandrata - Michel de Ghelderode: Virágos kert - Szép Ernő: Vőlegény....Rudi, a fogász |

## Filmjei
- Csocsó, avagy éljen május elseje! (2001)
- Presszó /televiziós sorozat/ (2008)
- Jóban Rosszban /televíziós sorozat/ (2010-2012, 2013-2014)
- Keleti pu. (2011)
- Exit 0 (2012)
- Fekete krónika /televiziós sorozat/ (2013)
- Hurok (2016)
- Kémek küldetése /televiziós sorozat/ (2017)
- Korhatáros szerelem /televíziós sorozat/ (2017)
- 1 hexameter (2018)
- 200 első randi /televíziós sorozat/ (2019)
- Ízig-vérig /televíziós sorozat/ (2019)
- Mintaapák /televíziós sorozat/ (2020–2021)
- Kék róka /tévéfilm/ (2022)
- Hazatalálsz  /televíziós sorozat/ (2023–2024)
- Most vagy soha! (2024)

## Díjai, elismerései
- Story Ötcsillag-díj – Az év színésze  (2012)[11]